# Poa arachnifera
Poa arachnifera är en gräsart som beskrevs av John Torrey. Poa arachnifera ingår i släktet gröen, och familjen gräs. Inga underarter finns listade i Catalogue of Life.